# Annika Olsen
Annika Olsen (Tórshavn, 1975. március 13. –) feröeri tanár és politikus, a Fólkaflokkurin (Feröeri Néppárt) tagja. 2008-tól 2011-ig belügyminiszter, 2011-től 2015-ig szociális miniszter és miniszterelnök-helyettes volt.

## Pályafutása
1988-1995 között a feröeri úszóválogatott tagja volt.
Skandináv irodalom és nyelvek szakon diplomázott. 2001-2007 között a kambsdaluri Føroya Handilsskúliban tanított, ezt követően 2008-ig a Føroya Studentaskúliban, valamint a Føroya Læraraskúliban.

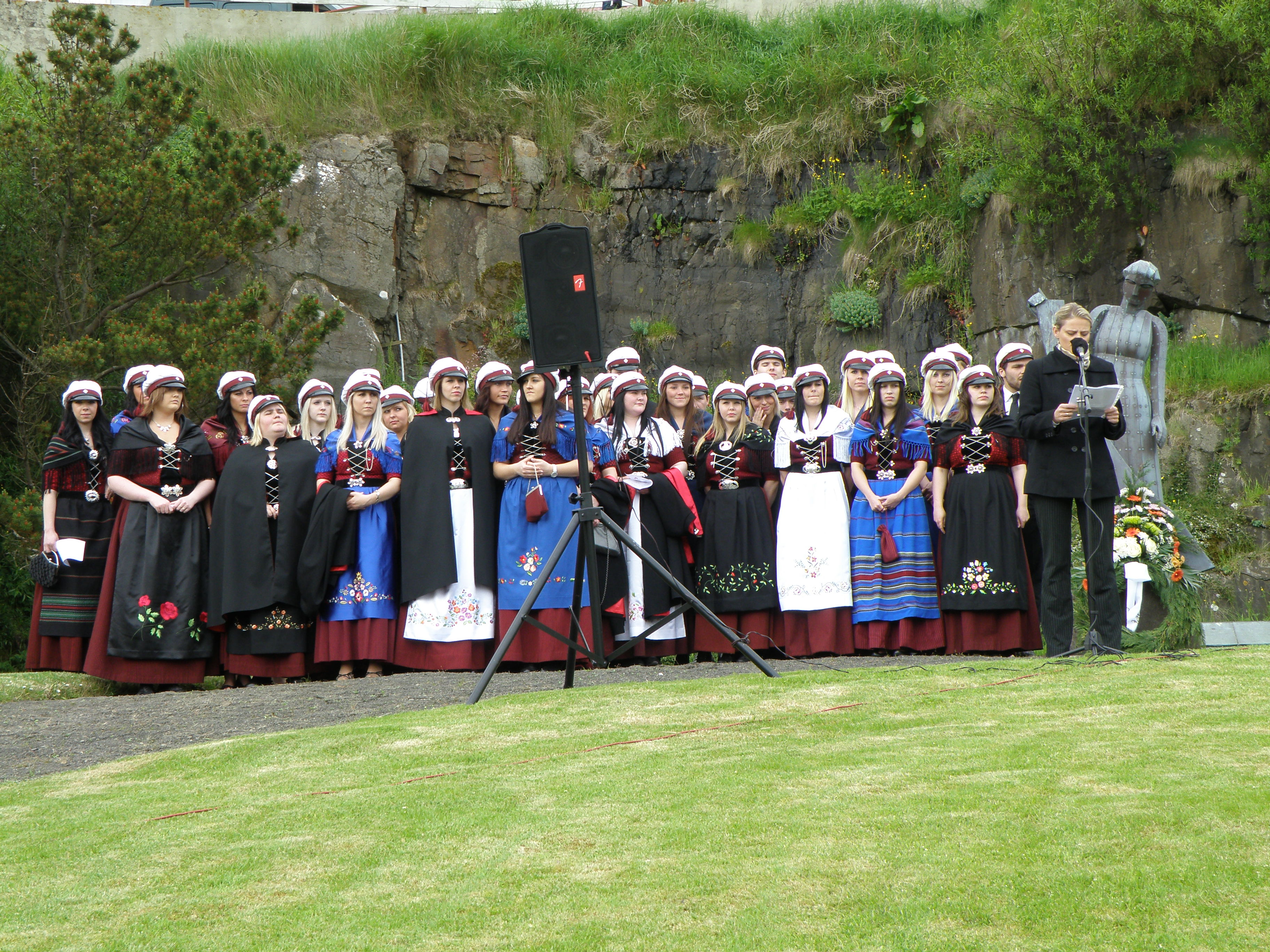
Ünnepi beszéd 2010-ben Vágurban

2004-2008 között Tórshavn község tanácsának tagja volt. 2008-ban beválasztották a Løgtingbe, amelynek azonban csak szeptemberig volt tagja, mivel ekkor belügyminiszteri posztot kapott Kaj Leo Johannesen első kormányában. Ezt a posztot 2011. május 4-ig töltötte be. Ugyanazon év november 14-én szociális miniszterré és miniszterelnök-helyettessé nevezték ki, 2015. szeptember 15-ig.

## Magánélete
Szülei Marna és Jákup Olsen. Élettársa Jacob Horn. Két gyermeke van.

## Fordítás
- Ez a szócikk részben vagy egészben az Annika Olsen című norvég Wikipédia-szócikk ezen változatának fordításán alapul.  Az eredeti cikk szerkesztőit annak laptörténete sorolja fel. Ez a jelzés csupán a megfogalmazás eredetét és a szerzői jogokat jelzi, nem szolgál a cikkben szereplő információk forrásmegjelöléseként.